# Liste des succès des commandants d'U-Boote
La liste des succès des commandants d'U-Boote contient le nom des commandants d'U-Boote allemands en opération pendant les Première et Seconde Guerre mondiale en fonction du total de tonnage coulés chez l'ennemi.

## Première Guerre mondiale
Cette liste comprend les 20 meilleurs résultats obtenus par les commandants d'U-boote durant la Première Guerre mondiale. Seuls les navires commerciaux (navire cargo) coulés sont comptabilisés, ne sont pas inclus les navires militaires et les navires endommagés.
Top-20 des résultats des commandants d'U-boote de la Première Guerre mondiale
| #  | Commandant                       | Patrouilles | Navires coulés | Tonnage (en tonneaux) | Photo                            |  |
| -- | -------------------------------- | ----------- | -------------- | --------------------- | -------------------------------- |  |
| 1  | Lothar von Arnauld de la Perière | 15          | 193            | 457 179 tonneaux      | Lothar von Arnauld de la Perière |  |
| 2  | Walter Forstmann                 | 47          | 148            | 390 792 tonneaux      | Walter Forstmann                 |  |
| 3  | Max Valentiner                   | *           | 143            | 298 773 tonneaux      | Max Valentiner                   |  |
| 4  | Otto Steinbrinck                 | *           | 206            | 244 797 tonneaux      | Otto Steinbrinck                 |  |
| 5  | Hans Rose                        | *           | 81             | 220 056 tonneaux      | Hans Rose                        |  |
| 6  | Gustav Sieß (de)                 | 34          | 54             | 173 645 tonneaux      |                                  |  |
| 7  | Walther Schwieger                | *           | 49             | 185 211 tonneaux      | Walther Schwieger                |  |
| 8  | Wolfgang Steinbauer (de)         | *           | 49             | 170 432 tonneaux      |                                  |  |
| 9  | Claus Rücker                     | *           | 80             | 174 655 tonneaux      |                                  |  |
| 10 | Reinhold Saltzwedel (en)         | *           | 112            | 173 371 tonneaux      |                                  |  |
| 11 | Kurt Hartwig (de)                | *           | 48             | 163 128 tonneaux      |                                  |  |
| 12 | Waldemar Kophamel                | *           | 54             | 148 852 tonneaux      |                                  |  |
| 13 | Hans von Mellenthin (de)         | *           | 58             | 154 813 tonneaux      |                                  |  |
| 14 | Otto Wünsche (de)                | *           | 77             | 153 630 tonneaux      |                                  |  |
| 15 | Johannes Lohs                    | *           | 77             | 148 310 tonneaux      |                                  |  |
| 16 | Robert Moraht (de)               | *           | 46             | 147 869 tonneaux      |                                  |  |
| 17 | Konrad Gansser                   | *           | 57             | 143 667 tonneaux      |                                  |  |
| 18 | Rudolf Schneider (de)            | *           | 45             | 140 783 tonneaux      |                                  |  |
| 19 | Otto Schultze                    | *           | 54             | 137 779 tonneaux      |                                  |  |
| 20 | Erwin Waßner (de)                | *           | 90             | 136 203 tonneaux      | Erwin Waßner                     |  |

## Seconde Guerre mondiale
Cette liste comprend les 50 meilleurs résultats obtenus par les commandants d'U-Boote durant la Seconde Guerre mondiale. Seuls les navires commerciaux (navire cargo) coulés sont comptabilisés, ne sont pas inclus les navires militaires et les navires endommagés.
Top-50 des résultats des U-Boote de la Seconde Guerre mondiale
| #  | Commandant                      | Patrouilles | Navires coulés | Tonnage (en tonneaux) | Lien bio | Photo                        |
| -- | ------------------------------- | ----------- | -------------- | --------------------- | -------- | ---------------------------- |
| 1  | Otto Kretschmer                 | 16          | 46             | 273 043 tonneaux      |          | Otto Kretschmer              |
| 2  | Wolfgang Lüth                   | 15          | 46             | 225 204 tonneaux      |          | Wolfgang Lüth                |
| 3  | Erich Topp                      | 12          | 35             | 197 460 tonneaux      |          | Erich Topp                   |
| 4  | Heinrich Liebe                  | 9           | 34             | 187 267 tonneaux      |          | Heinrich Liebe               |
| 5  | Viktor Schütze                  | 7           | 35             | 180 073 tonneaux      |          | Viktor Schütze               |
| 6  | Heinrich Lehmann-Willenbrock    | 10          | 25             | 179 125 tonneaux      |          | Heinrich Lehmann-Willenbrock |
| 7  | Karl-Friedrich Merten           | 5           | 27             | 170 151 tonneaux      |          |                              |
| 8  | Herbert Schultze                | 8           | 26             | 169 709 tonneaux      |          | Herbert Schultze             |
| 9  | Günther Prien                   | 10          | 30             | 162 769 tonneaux      |          | Günther Prien                |
| 10 | Georg Lassen                    | 4           | 26             | 156 082 tonneaux      |          |                              |
| 11 | Joachim Schepke                 | 14          | 37             | 155 882 tonneaux      |          |                              |
| 12 | Werner Henke                    | 7           | 24             | 155 714 tonneaux      |          | Werner Henke                 |
| 13 | Carl Emmermann                  | 5           | 26             | 152 080 tonneaux      |          |                              |
| 14 | Heinrich Bleichrodt (en)        | 8           | 24             | 151 260 tonneaux      |          |                              |
| 15 | Robert Gysae (en)               | 8           | 25             | 146 815 tonneaux      |          |                              |
| 16 | Ernst Kals                      | 5           | 20             | 145 656 tonneaux      |          |                              |
| 17 | Johann Mohr                     | 6           | 27             | 129 292 tonneaux      |          |                              |
| 18 | Klaus Scholtz (en)              | 8           | 25             | 128 190 tonneaux      |          |                              |
| 19 | Adolf Cornelius Piening (de)    | 8           | 25             | 126 664 tonneaux      |          |                              |
| 20 | Helmut Witte (de)               | 4           | 23             | 119 554 tonneaux      |          |                              |
| 21 | Günter Hessler (de)             | 3           | 21             | 118 822 tonneaux      |          |                              |
| 22 | Ernst Bauer (de)                | 5           | 25             | 118 560 tonneaux      |          |                              |
| 23 | Engelbert Endrass               | 10          | 22             | 118 528 tonneaux      |          |                              |
| 24 | Reinhard Hardegen               | 5           | 22             | 115 656 tonneaux      |          |                              |
| 25 | Werner Hartmann (en)            | 4           | 26             | 115 337 tonneaux      |          |                              |
| 26 | Hans Jenisch (en)               | 6           | 17             | 110 139 tonneaux      |          |                              |
| 27 | Richard Zapp (en)               | 5           | 16             | 106 200 tonneaux      |          |                              |
| 28 | Victor Oehrn (en)               | 4           | 23             | 103 821 tonneaux      |          |                              |
| 29 | Jürgen Oesten                   | 13          | 19             | 101 744 tonneaux      |          |                              |
| 30 | Wilhelm Rollmann                | 8           | 22             | 101 519 tonneaux      |          |                              |
| 31 | Victor Oehrn (en)               | 2           | 17             | 101 321 tonneaux      |          |                              |
| 32 | Hans-Ludwig Witt                | 3           | 19             | 100 773 tonneaux      |          |                              |
| 33 | Günther Krech                   | 10          | 19             | 100 771 tonneaux      |          |                              |
| 34 | Harald Gelhaus (en)             | 11          | 19             | 100 373 tonneaux      |          |                              |
| 35 | Werner Hartenstein              | 5           | 20             | 97 504 tonneaux       |          |                              |
| 36 | Fritz-Julius Lemp               | 10          | 20             | 96 639 tonneaux       |          | Fritz-Julius Lemp            |
| 37 | Adalbert Schnee                 | 12          | 23             | 96 547 tonneaux       |          |                              |
| 38 | Reinhard Suhren                 | 6           | 18             | 95 544 tonneaux       |          |                              |
| 39 | Karl-Heinz Moehle (en)          | 10          | 21             | 93 197 tonneaux       |          |                              |
| 40 | Georg-Wilhelm Schulz (en)       | 8           | 19             | 89 886 tonneaux       |          |                              |
| 41 | Georg Schewe (en)               | 10          | 16             | 85 779 tonneaux       |          |                              |
| 42 | Hans-Georg Friedrich Poske (de) | 4           | 16             | 85 299 tonneaux       |          |                              |
| 43 | Ulrich Heyse (en)               | 5           | 12             | 83 639 tonneaux       |          |                              |
| 44 | Ulrich Folkers (pt)             | 5           | 17             | 82 873 tonneaux       |          |                              |
| 45 | Herbert Kuppisch                | 14          | 16             | 82 108 tonneaux       |          | Herbert Kuppisch             |
| 46 | Jürgen Wattenberg (en)          | 3           | 14             | 82 027 tonneaux       |          |                              |
| 47 | Jürgen Wattenberg (en)          | 8           | 19             | 81 987 tonneaux       |          |                              |
| 48 | Werner Winter                   | 5           | 15             | 79 302 tonneaux       |          |                              |
| 49 | Fritz Frauenheim (en)           | 9           | 19             | 78 853 tonneaux       |          |                              |
| 50 | Jürgen von Rosenstiel (en)      | 4           | 14             | 78 843 tonneaux       |          |                              |

Les 34 commandants ayant coulé plus de 100 000 tonneaux ont coulé un total de 873 navires pour 4 825 554 tonneaux sur 258 patrouilles effectuées.